# Вулиця Цитадельна (Львів)
Ву́лиця Цитадельна — вулиця у Галицькому районі Львова, у межах історичного центру міста. Починається від перехрестя з вулицями Мирослава Скорика та Василя Стефаника та прямує у напрямку Цитаделі.

## Історія та назва
Частина вулиці між Стефаника і Цитаделлю у середині XIX століття йменувалася Бібліотекс Ґассе, бо проходила повз будівлю бібліотеки Оссолінських (нині — Львівська національна наукова бібліотека України імені Василя Стефаника), від 1871 року мала назву Цитаделі, у 1929—1941 роках — Домбчанської, на честь відомої польської колекціонерки старожитностей Гелени Домбчанської, дарувальниці цінних та багатих мистецьких колекцій польським музеям, зокрема, Національному музею в Кракові у 1911 році. Під час німецької окупації — Фестунґштрассе. У 1944 році повернена передвоєнна назва — Домбчанської, у 1946—1963 роках — знову Цитадельна.
У 1963 році вулицю Цитадельну приєднали до вулиці Чайковського і назва — Чайковського поширилася на всю вулицю.
Рішенням сесії Львівської міської ради від 29 вересня 2022 року вулиця Цитадельна була відновлена.

## Забудова
У забудові вулиці Цитадельної присутні класицизм, віденська сецесія. Будинок під № 3 внесено до Реєстру пам'яток архітектури місцевого значення. 
№ 3 — вілла (колишня адреса — вулиця Чайковського, 33—35) збудована у 1845—1847 роках у стилі класицизму для Антонія Домбчанського (1808—1898), польського політика, адвоката. У 1888 році вілла перебудована за проєктом архітектора Яна Шульца у стилі історизму. Антоній Домбчанський, котрий ще за життя почав збирати колекцію старожитностей, що після його смерті у 1898 році перейшла у спадок його доньці Гелені Домбчанській. У власній віллі біля підніжжя Львівської цитаделі вона мала приватний музей, який також був місцем недільних зустрічей львівської еліти. Перед першою світовою війною вона організувала у Львові дві великі виставки тканин, костюмів та декоративно-прикладного мистецтва епохи бідермаєра. Вона у 1911 році подарувала свою багату гуцульську колекцію (близько 100 майолікових та вирізьблених з дерева свічників, кількадесят хрестів, гуцульських шрамів, вишиванок, фігур, картин, жердин) Національному музею в Кракові. У 1920 році вона переїхала до Кракова і мешкала в будівлі, що прилягає до тамтешнього Етнографічного музею. У 1939 році вона повернулася до Львова. По закінченню війни, через вимушене переселення поляків, вона зі Львова переїхала до Кракова, де померла у закладі Гельців. Остання перебудова колишньої вілли для потреб банку ПАТ «Банк Форум» у 2009—2010 роках зруйнувала первісний вигляд пам'ятки архітектури. В будинку під № 33 у 2009—2014 роках містилася Львівська дирекція ПАТ «Банк „Форум“» (відділення № 2400), від 2015 року — відділення АТ «Альфа-Банк». Будинок внесений до Реєстру пам'яток архітектури місцевого значення під охоронним № 1683-м.
№ 7 — триповерхова кам'яниця (колишня адреса — вулиця Чайковського, 37), збудована у 1910—1911 роках за проєктом Адама Опольського у стилі «романтичної» сецесії. Власниками будинку у 1912 році були Катажина та Стефанія Гневош. В будинку мешкав польський інженер, архітектор Адам Опольський. Від 1997 року на першому поверсі будинку міститься популярний ресторан «Купол», літній майданчик та вишуканий інтер'єр якого, створений відомим дизайнером Оленою Турянською.
№ 9 — триповерхова кам'яниця (колишня адреса — вулиця Чайковського, 39) збудована у 1890-х роках для Пауліни Яворчиковської з Чароновенських. Тут у 1912 році мешкали приват-доцент філософії Львівського університету, професор IV гімназії імені Яна Длуґоша Владислав Вітвіцький; польський літератор, співпрацівник редакції «Щоденника Польського» та «Скоровідза адресового» Александер Вольський та доктор права, адвокат Станіслав Адольф Ауліх (1883—1964).